# BALLADE 2 '83〜'86
『BALLADE 2 '83〜'86』（バラッド・ツー エイティ・スリー エイティ・シックス）は、サザンオールスターズの2作目のバラードベスト・アルバム。1987年6月21日にCDとカセットテープで発売。発売元はタイシタレーベル。
公式サイト上は『BALLAD 2 '83〜'86』の表記が見られる。 
1998年6月25日にはCDで再発売された。2014年12月17日からはダウンロード配信、2019年12月20日からはストリーミング配信が開始されている。

## 背景・構成
バラッドシリーズとしては前作『バラッド '77〜'82』以来、約4年6か月ぶりとなるバラッドシリーズ2作目の作品。
前作の様にアルバム収録曲やシングルのB面（カップリング曲）を収録するのではなく、本作は『綺麗』『人気者で行こう』『KAMAKURA』を再構築したようなアルバムになっている。
本作以降も続編として2000年11月22日に第三弾「バラッド3 〜the album of LOVE〜」がリリースされた。また、2010年6月23日には本作のタイトルを捩った原由子のベスト・アルバム「ハラッド」がリリースされた。

## リリース

### 再発売
- 1998年6月25日（CD）VICL-60225〜6 音量改善

## 収録曲
- 収録曲は各作品で説明しているため、ここでは説明を省略する。
- タイトル表記は基本的にオリジナル収録時のものに従った。

### Disc1
1. かしの樹の下で
（作詞・作曲:桑田佳祐　編曲:サザンオールスターズ）
6枚目アルバム『綺麗』収録曲。
2. 愛する女性とのすれ違い
（作詞・作曲:桑田佳祐　編曲:サザンオールスターズ & 藤井丈司）
8枚目アルバム『KAMAKURA』収録曲。
3. あっという間の夢のTONIGHT
（作詞・作曲:桑田佳祐　編曲:サザンオールスターズ）
7枚目アルバム『人気者で行こう』収録曲。
4. Bye Bye My Love (U are the one)
（作詞・作曲:桑田佳祐　編曲:サザンオールスターズ & リアル・フィッシュ）
1985年発売の22枚目シングル。
5. NEVER FALL IN LOVE AGAIN
（作詞・作曲:桑田佳祐　編曲:サザンオールスターズ）
アルバム『綺麗』収録曲。
6. 鎌倉物語
（作詞・作曲:桑田佳祐　編曲:サザンオールスターズ　弦編曲:大谷幸）
アルバム『KAMAKURA』収録曲。
7. 海
（作詞・作曲:桑田佳祐　編曲:サザンオールスターズ　管編曲:新田一郎）
アルバム『人気者で行こう』収録曲。
8. Please!
（作詞・作曲:桑田佳祐　編曲:サザンオールスターズ & 原田末秋）
アルバム『KAMAKURA』収録曲。
9. サラ・ジェーン
（作詞・作曲:桑田佳祐　編曲:サザンオールスターズ）
アルバム『綺麗』収録曲。
10. 夕陽に別れを告げて 〜 メリーゴーランド
（作詞・作曲:桑田佳祐　編曲:サザンオールスターズ & 大谷幸）
アルバム『KAMAKURA』収録曲。

### Disc2
1. シャボン
（作詞・作曲:桑田佳祐　編曲:サザンオールスターズ　弦編曲:八木正生）
アルバム『人気者で行こう』収録曲。
2. JAPANEGGAE (ジャパネゲエ)
（作詞・作曲:桑田佳祐　編曲:サザンオールスターズ & 矢口博康）
アルバム『人気者で行こう』収録曲。
3. メロディ (Melody)
（作詞・作曲:桑田佳祐　編曲:サザンオールスターズ）
1985年発売の23枚目シングル。
4. 女のカッパ
（作詞・作曲:桑田佳祐　編曲:サザンオールスターズ）
アルバム『人気者で行こう』収録曲。
冒頭の虫の鳴き声のSEが演奏より先行して鳴っている。
5. Long-haired Lady
（作詞・作曲:桑田佳祐　編曲:サザンオールスターズ　弦管編曲:八木正生）
アルバム『KAMAKURA』収録曲。
6. EMANON
（作詞・作曲:桑田佳祐　編曲:サザンオールスターズ　弦管編曲:八木正生）
1983年発売の18枚目シングル。
7. 星空のビリー・ホリデイ
（作詞:桑田佳祐　作曲:桑田佳祐・八木正生　編曲:サザンオールスターズ & 八木正生）
アルバム『KAMAKURA』収録曲。
8. 悲しみはメリーゴーランド
（作詞・作曲:桑田佳祐　編曲:サザンオールスターズ & 大谷幸）
アルバム『KAMAKURA』収録曲。
9. 旅姿六人衆
（作詞・作曲:桑田佳祐　編曲:サザンオールスターズ）
アルバム『綺麗』収録曲。
10. Dear John
（作詞:桑田佳祐　作曲:桑田佳祐・八木正生　編曲:八木正生）
アルバム『人気者で行こう』収録曲。